# 骨传导

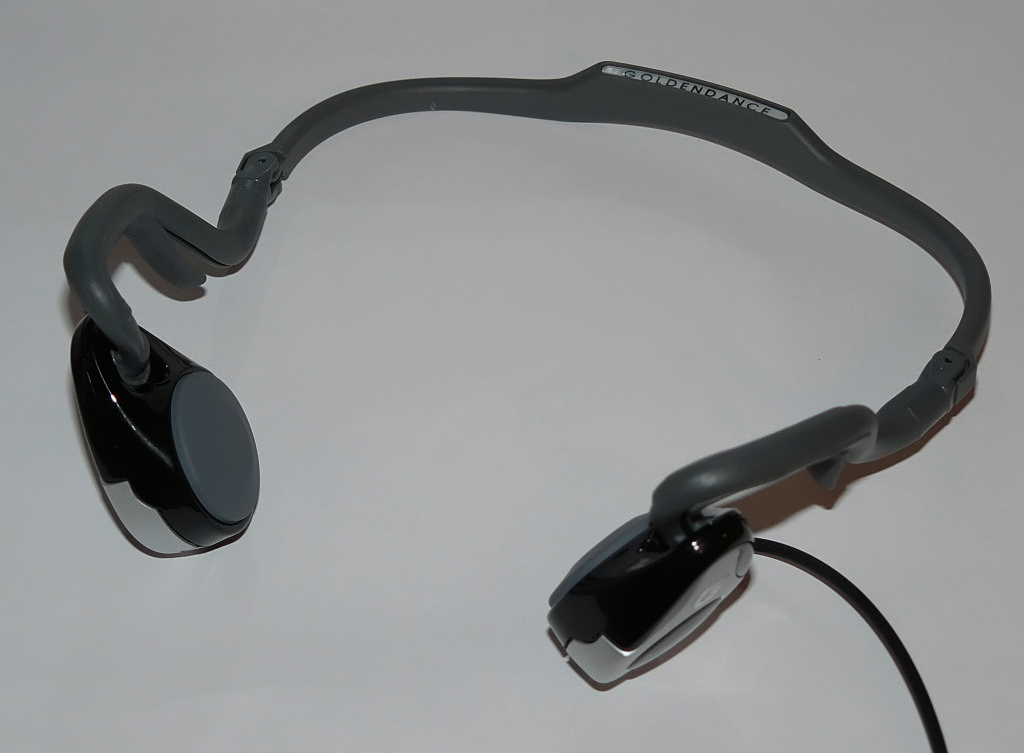
一个立体声耳传导耳机，一对换能器放于耳机的前面。

骨传导是一种声音传导方式，即通过将声音转化为不同频率的机械振动，通过人的颅骨、骨迷路、内耳淋巴液传递、柯蒂氏器、听神经、听觉中枢来传递声波。相对于通过振膜产生声波的经典声音传导方式，骨传导省去了许多声波传递的步骤，能在嘈杂的环境中实现清晰的声音还原，而且声波也不会因为在空气中扩散而影响到他人。
骨传导技术分为骨传导扬声器技术和骨传导麦克风技术：
1. 骨传导扬声器技术 用于受话，受话即听取声音。气导扬声器是把电信号转化为的声波（振动信号传至听神经。而骨传导扬声器则是电信号转化的声波（振动信号）直接通过骨头传至听神经。声波（振动信号）的传递介质不同。
2. 骨传导麦克风技术 用于送话，送话即收集声音。气导送话是声波通过空气传至麦克风，而骨传导送话则直接通过骨头传递。

利用这些骨传导技术制造的耳机，称之为骨传导耳机，也被称作骨导耳机、骨感耳机、骨传耳机和骨传感耳机。